# 33383 Edupuganti
33383 Edupuganti è un asteroide della fascia principale. Scoperto nel 1999, presenta un'orbita caratterizzata da un semiasse maggiore pari a 2,3662637 UA e da un'eccentricità di 0,0781610, inclinata di 6,35201° rispetto all'eclittica.